# Armoriale delle famiglie italiane non individuate
Questo è l'armoriale delle famiglie italiane non individuate i cui stemmi però risultano essere stati utilizzati e sono presenti su vari documenti che non hanno, però, consentito l'identificazione.

## Armi
| Stemma | Casato e blasonatura                                                                                            |
| ------ | --- |
|        | famiglia sconosciuta (Montefalco) (la blasonatura non è stata ancora caricata) (citato in Degli Abbati)         |
|        | famiglia sconosciuta (Montefalco) (la blasonatura non è stata ancora caricata) (citato in Degli Abbati)         |
|        | famiglia sconosciuta (Montefalco) (la blasonatura non è stata ancora caricata) (citato in Degli Abbati)         |
|        | famiglia sconosciuta (Montefalco) (la blasonatura non è stata ancora caricata) (citato in Degli Abbati)         |
|        | famiglia sconosciuta (Montefalco) (la blasonatura non è stata ancora caricata) (citato in Degli Abbati)         |
|        | famiglia sconosciuta (Montefalco) (la blasonatura non è stata ancora caricata) (citato in Degli Abbati)         |
|        | famiglia sconosciuta (Montefalco) (la blasonatura non è stata ancora caricata) (citato in Degli Abbati)         |
|        | famiglia sconosciuta (Montefalco) (la blasonatura non è stata ancora caricata) (citato in Degli Abbati)         |
|        | famiglia sconosciuta (Salò) troncato nel 1º alla spada; nel 2º a tre stelle a otto punte (citato in Piovanelli) |